# 王立バイエルン邦有鉄道

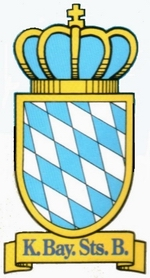
王立バイエルン邦有鉄道の紋章

王立バイエルン邦有鉄道（おうりつバイエルンほうゆうてつどう、ドイツ語: Königliche Bayerische Staats-Eisenbahnen、略してK.Bay.Sts.B.）は、1844年に設立されたバイエルン王国の国有鉄道である。日本語ではバイエルン邦有鉄道、バイエルン官有鉄道、バイエルン王立鉄道、バイエルン国鉄などとも呼ばれる。
ドイツでは、1871年にプロイセン王国・バイエルン王国・ザクセン王国・バーデン大公国・ヴュルテンベルクなどのドイツ語圏の多くの領邦からドイツ帝国が成立したが、それ以前に多くの領邦は独自に鉄道を有していた。各領邦の鉄道は、次第に運営上の協力を深めてはいったが、ドイツ帝国成立後も第一次世界大戦後までそれぞれに独立したまま運営された。
王立バイエルン邦有鉄道は、バイエルン王国領であったプファルツ地方のプファルツ鉄道を含めて、第一次世界大戦終結時点で8,526 kmの路線網を有しており、これはドイツ帝国の各邦有鉄道の中ではプロイセン邦有鉄道に次いで2番目の規模であった。
第一次世界大戦後、バイエルン王が退位したことにより「王立」(Königliche) が取れてバイエルン邦有鉄道 (Bayerische Staatseisenbahn) となり、1920年4月1日に統一されたドイツ国営鉄道（ドイツ国鉄）のバイエルン群管理局 (Gruppenverwaltung Bayern) となった。ドイツ国鉄におけるバイエルンの鉄道網の管理は、アウクスブルク・ミュンヘン・ニュルンベルク・レーゲンスブルクの4つの地区に分けて行われた。またかつてのプファルツ鉄道はルートヴィヒスハーフェン地区となった。1933年10月1日、ドイツ国営鉄道内で唯一の群管理局であったバイエルン群管理局は廃止となった。

## バイエルンの幹線

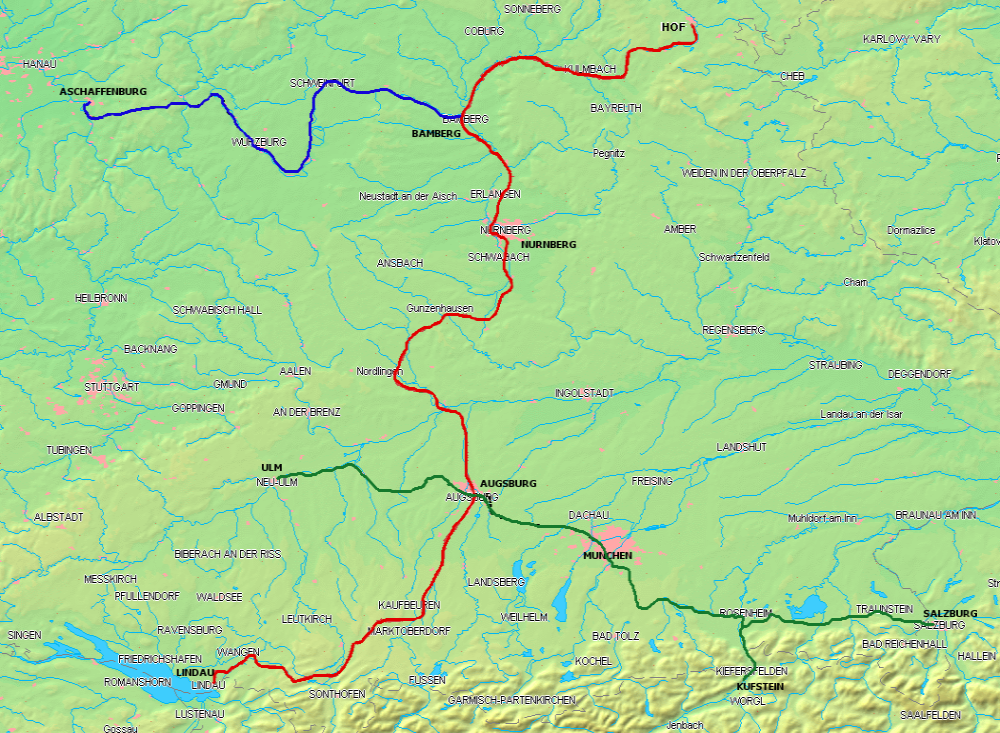
3本のバイエルンの幹線、赤線がルートヴィヒ南北鉄道、青線がルートヴィヒ西部鉄道、緑線がバイエルン・マクシミリアン鉄道

### 邦有鉄道
ミュンヘン-アウクスブルク間の鉄道を1844年に国有化し、王立バイエルン邦有鉄道が発足した。王立バイエルン邦有鉄道の初期には、3本の幹線の建設に集中した。
ルートヴィヒ南北鉄道 (Ludwig-Süd-Nord-Bahn)
全長548 kmで、1844年から1853年にかけて建設された。コンスタンツ湖近くのリンダウからケンプテン、アウクスブルク、ニュルンベルク、バンベルクを通って、現在のチェコとの国境に近いホーフまでで、ここで王立ザクセン邦有鉄道と連絡していた。
ルートヴィヒ西部鉄道 (Ludwigs-West-Bahn)
全長100 kmで、1852年から1854年にかけて建設された。バンベルクからシュヴァインフルト、ヴュルツブルクを経由してアシャッフェンブルクを結び、ヘッセン大公国と連絡していた。
バイエルン・マクシミリアン鉄道 (Bayerische Maximiliansbahn)
ウルムからアウクスブルクまでと、ミュンヘンからクーフシュタインまでで、オーストリアのザルツブルクへの支線があった。1853年から1860年にかけて建設され、全長188 kmであった。
その後も鉄道網は継続的に拡大されていった。鉄道網の隙間が埋められ、1880年代半ばからは膨大な支線網が地方部までを結んで張り巡らされるようになった。

### バイエルン東部鉄道株式会社 (Die Actiengesellschaft der bayerischen Ostbahnen)
1856年3月19日バイエルン議会は私設鉄道会社の設立を許可し敷設資金の利子率を軽減する法案を議決した。同年4月12日マクシミリアン2世はバイエルン東部鉄道株式会社に以下の通り路線の建設及び運営を許可した。
- ニュルンベルク - アムベルク - シュヴァンドルフ - レーゲンスブルク区間
- ミュンヘン - ランツフト - シュトラウビング区間
- レーゲンスブルク - シュトラウビング - パッサウ区間 (オーストリア国境まで)
- シュヴァンドルフ - フルト (ヴァリト) 区間 (ボヘミア王冠領境界まで)

この四つの路線網はポール・デゥニー (Paul Camille von Denis、1795~1872) の監督とハインリヒ・ヒューゲル (Heinrich von Hügel、1828~1899) の建築仕事で5年以内に建設された。敷設免許では支線の建設と経路の直線化が規定されていた。ニュルンベルク - レーゲンスブルク線の建設はこの事例の一つである。

## バイエルンの支線
支線網は、バイエルンの地方部では一般的なものとなった。こうした路線はきちんと柵のされていない線路を走っていたことから、ドイツ語でbimmelnと呼ばれるベルを常に鳴らしながら走っており、そこからbimmelnbahnという愛称が生まれた。こうした路線は180以上にも上り、この中には約20本の私鉄もあった。ほとんどは標準軌であったが、現在でも路面軌道として運行されているキーム湖への支線のように狭軌のものもあった。しかし、特に第二次世界大戦後のモータリゼーションにより、多くが廃止されていった。1977年時点で79本の支線しか残っておらず、それ以降更なる廃止が行われている。一方で、メルリッヒシュタット-フラドゥンゲン鉄道 (Mellrichstadt–Fladungen railway) のように博物館鉄道として運行されている路線もあれば、国境が開放されたことから運行を再開され、休日に賑わっているバイエルンの森林地帯の路線のような例もある。
1995年でも、ニュルンベルクの北東からグレーフェンベルクまでの、1908年に建設された支線は、現代の車両になってはいたが、伝統的な1両の機関車と2両の客車という構成で運行されていた。しかし多くの運行が継続されている支線は気動車で運行されている。王立バイエルン邦有鉄道として最初に建設した支線は1872年に建設したもので、ジーゲルスドルフからマルクト・アールバッハまでのものであった。最後に建設されたのは1928年にバイエルンの森林地帯でツヴィーゼルからボーデンマイスまでを結ぶ路線で、これは今も運行されている。
線路は多くが低い規格で敷かれ、軸重は4.25 - 5 tに制限された。標準のバラストの代わりに、よく水抜きされた土や砂、灰やこれらの混合物が敷かれることもあった。鉄道橋は簡素で、線路はできるだけ道路や川などに沿って土木工事を少なくするように建設された。支線用に特別に設計された客車が1890年代から製造され、当初は緑に白線の塗装とされていた。こうした車両は1960年代まで用いられていた。いくらか規格のよい路線では、木製や鋼製のよりよい客車が1930年代から使われたり、あるいはかつて幹線で使われていた6輪（3軸）客車が転用された。

## 王立バイエルン邦有鉄道が買収した鉄道
- 1846年6月1日に、王立バイエルン邦有鉄道はミュンヘン-アウクスブルク鉄道会社 (München-Augsburger Eisenbahn-Gesellschaft) を全長62 kmの路線と共に買収した。価格は440万グルデンであった。
- 1875年5月15日に財務状態の悪化の原因でバイエルン東部鉄道の幹線とすべての支線網の買収が法的に決定され、1876年1月1日から東部鉄道は国有化された。総延長は900 kmに及ぶ。
- 1909年1月1日に、プファルツ鉄道となる3つの私鉄が買収された。この時点でこれらの鉄道網は870 kmにおよび、このうち60 kmは狭軌であった。この買収のために3億マルクを払う必要があった。3つの鉄道は以下の通り。
  - プファルツ・ルートヴィヒ鉄道 (Pfälzische Ludwigsbahn)
  - プファルツ・マクシミリアン鉄道 (Pfälzische Maximiliansbahn)
  - プファルツ北部鉄道 (Gesellschaft der Pfälzischen Nordbahnen)、ノイシュタット-デュルクハイム鉄道 (Neustadt-Dürkheimer Eisenbahn-Gesellschaft) を含む

## 組織
地域ごとの鉄道の管理組織は当初鉄道局 (Bahnämter) と大鉄道局 (Oberbahnämter) と呼ばれていた。大鉄道局はアウクスブルク、バンベルク、インゴルシュタット、ケンプテン、ミュンヘン、ニュルンベルク、レーゲンスブルク、ローゼンハイム、ヴァイデン、ヴュルツブルクにあった。1886年以前は、こうした大鉄道局は王立交通機関理事会 (Generaldirektion der königlichen Verkehrsanstalten) の下にあった。1886年から1906年までは、王立バイエルン邦有鉄道理事会 (Generaldirektion der königlich bayerischen Staatseisenbahnen) の下に配置された。1906年に鉄道部が作られ、各鉄道部は運輸省の下に置かれた。鉄道部は、アウクスブルク、ルートヴィヒスハーフェン/ライン、ミュンヘン、ニュルンベルク、バンベルク、レーゲンスブルク、ヴュルツブルクに置かれ、ニュルンベルク鉄道部に吸収されたバンベルクを除けば、1920年以降のドイツ国営鉄道でも引き継がれた。

## 王立バイエルン邦有鉄道の機関車
他の領邦の鉄道の大半と同じく、王立バイエルン邦有鉄道はその創業期から、列車運行に必要な機関車を自分の領邦内のメーカーから購入していた。これらの内、特に首都ミュンヘンに本社工場を構えていたJ.A.マッファイ社とクラウス社（1931年に両社は合併してクラウス＝マッファイ社となった）の2社はそれぞれの専門分野で世界的に著名で、王立バイエルン邦有鉄道は機関車の設計・調達において大きな恩恵を受けた。1899年と1901年には、アメリカ合衆国のボールドウィン・ロコモティブ・ワークスから最新の機関車製造技術を学ぶために4両の機関車を購入した。これによって得られた知識は、バイエルンの新しい機関車に適用された。

## 有名なバイエルンの機関車

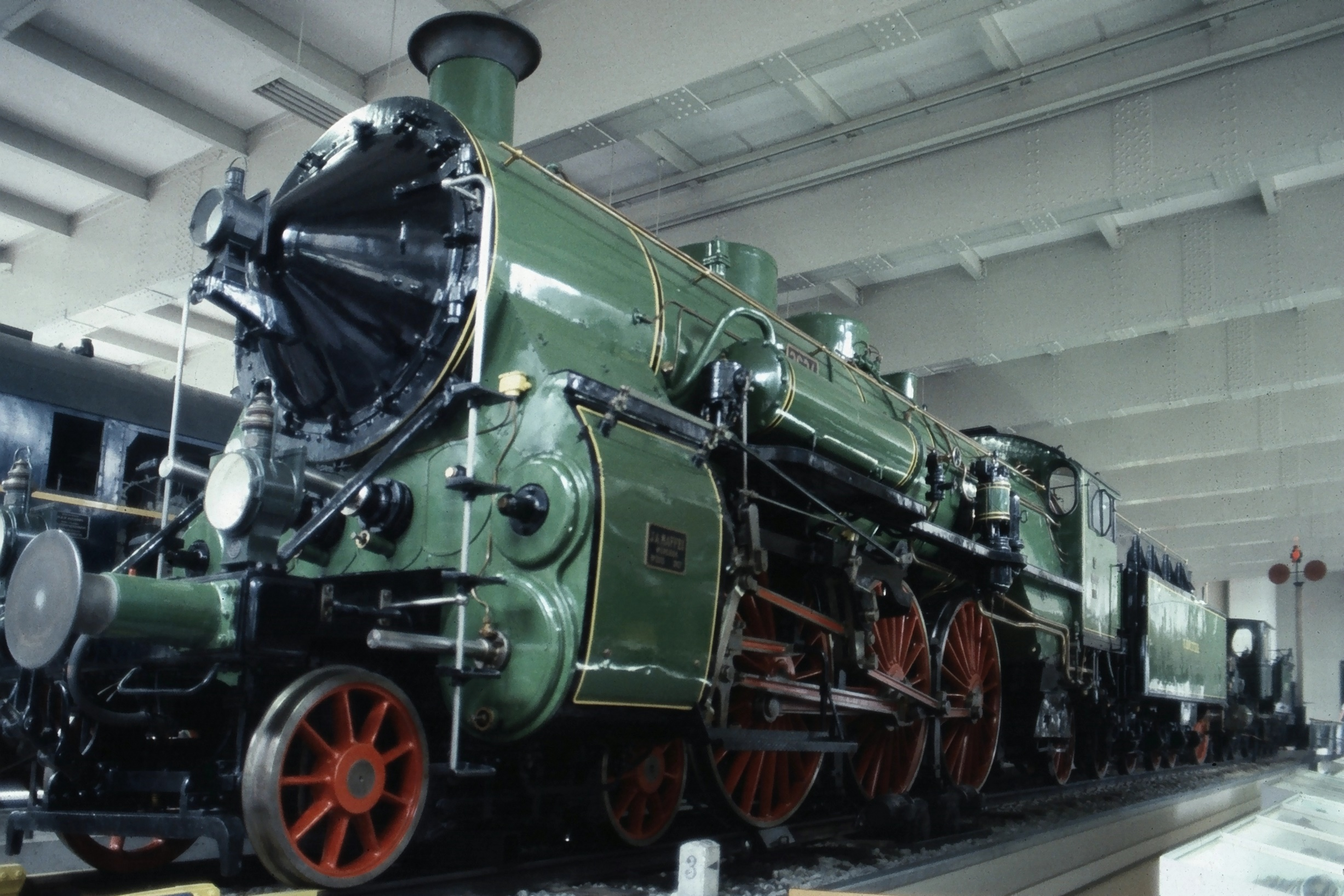
王立バイエルン邦有鉄道S3/6型蒸気機関車

S2/6型は、J.A.マッファイ社の製造部長であったアントン・ハンメルによって設計され、わずか4か月で製造されて1906年のニュルンベルク博覧会で展示された。博覧会から戻ってくると、1906年11月21日に王立バイエルン邦有鉄道が購入した。その数か月後の1907年7月に、ミュンヘンからアウクスブルクへの路線で154.5 km/hを達成し、ドイツにおける蒸気機関車の速度記録を樹立した。1925年に運用を終了し、ニュルンベルク交通博物館で保存されている。
この記録樹立に成功した機関車に続き、ハンメルはバーデン大公国邦有鉄道向けにJ.A.マッファイ社が製造したIVf型をベースとして、パシフィック（車軸配置4-6-2）の複式4気筒機関車を設計した。この新しい急行用旅客機関車がS3/6型となり、後にドイツ国鉄18.4-6形となった。これはドイツ国鉄になってからも引き続き製造された程の大きな成功を収めた。多くの鉄道ファンが、S3/6型はドイツの蒸気機関車で最も美しいとしており、その人気は近年になってもロコ、メルクリン、トリックスなどのメーカーから多くの模型が発売されていることでも分かる。
1913年には、バイエルンで最も強力な蒸気機関車であるGt2x4/4型のマレー式タンク機関車の最初の1両がJ.A.マッファイ社で完成し、翌年から運用開始した。これは後にドイツ国鉄96.0形となった。この機関車は急勾配区間で補助機関車として用いられた。
おそらく最も象徴的な支線用機関車がPtL2/2型で、「ガラス箱」(Glaskasten)という愛称があった。初期の車両はJ.A.マッファイ社とクラウス社により1906年に製造された。この機関車の設計は根本的に新しいもので、最も特徴的なのは大きな運転台がボイラー全体を包み込むような形状になっていることと、半自動の燃料投入機構により1人で運転できるようになっていることであった。また貫通路があって、乗務員が走行中に機関車から他の車両へ移ることができた。29両が1909年までに製造され、さらに3両が1910年にクラウス社によってプロイセン邦有鉄道向けに納入された。7両が第二次世界大戦後まで運用され、最後の1両は1963年に運用を終了した。

## バイエルンの鉄道博物館
- アウクスブルク鉄道公園 (Bahnpark Augsburg)
- バイエルン鉄道博物館 (Bayerisches Eisenbahnmuseum)
- バイエルン支線協会 (Bayerischer Localbahnverein)
- ドイツ博物館
- ニュルンベルク交通博物館
- フランケン・スイス蒸気鉄道 (Dampfbahn Fränkische Schweiz)
- フライラッシング機関車ワールド (Lokwelt Freilassing)
- ドイツ蒸気機関車博物館 (Deutsches Dampflokomotiv-Museum)
- メルリヒシュタット-フラードゥンゲン鉄道 (Mellrichstadt–Fladungen railway)